# Шевалье, Гильом (поэт)
Гильо́м (Гийо́м) Шевалье́ (ок. 1564 — ок. 1620, точные даты жизни неизвестны) — французский придворный поэт XVI века.
Жил при дворе короля Генриха III. Никаких подробностей его жизни не сохранилось.
Он оставил несколько поэтических и драматических произведений, ставших вскоре редкостями и объектом розысков: Le Decez ou fin du monde (Париж, 1584, в 4-х частях), трагедию в 3-х действиях Philis (Париж, 1609) и другие.